# 克拉斯諾亞爾卡 (薩赫諾夫希納區)
49°10′11″N 36°2′24″E / 49.16972°N 36.04000°E
克拉斯諾亞爾卡（烏克蘭語：Красноярка），是烏克蘭東部的村莊，隸屬哈爾科夫州的別列斯京區。該村始建於1875年，面積0.43平方公里，海拔高度114米，2001年人口266，人口密度每平方公里618.6人。